# دونیپهان (نبراسکا)
دونیپهان(به انگلیسی: Doniphan) شهری در ایالت نبراسکا کشور ایالات متحده آمریکا است که جمعیت آن در سرشماری سال ۲۰۱۰ میلادی، ۸۲۹ نفر بوده‌است.